# Dienstvereinbarung
Eine Dienstvereinbarung ist ein Vertrag, der im öffentlichen Dienst zwischen der Dienststellenleitung und dem Personalrat, also der Vertretung der Beschäftigten in der jeweiligen Dienststelle, abgeschlossen werden kann.
Dienstvereinbarungen sind damit im öffentlichen Dienst das Pendant zu Betriebsvereinbarungen in der Privatwirtschaft, die ihre Grundlage in gem. § 77 BetrVG haben.

## Rechtsgrundlage
Die Rechtsgrundlage für den Abschluss von Dienstvereinbarungen findet sich im Personalvertretungsgesetz des jeweiligen Bundeslandes bzw. für die Bundesverwaltung im Bundespersonalvertretungsgesetz (§ 63  BPersVG). Ein Beispiel für eine landesrechtliche Rechtsgrundlage ist § 70 des Landespersonalvertretungsgesetzes Nordrhein-Westfalen.

## Regelungsgegenstand
Dienstvereinbarungen können dort abgeschlossen werden, wo der Personalrat ein Mitbestimmungsrecht hat und die Sachverhalte nicht durch Gesetz oder Tarifvertrag abschließend geregelt sind (typischerweise Arbeitsentgelte), es sei denn, der Tarifvertrag lässt eine Dienstvereinbarung ausdrücklich zu.
Der TVöD sieht insbesondere bei der Frage der Leistungsentgelte (§ 18 TVöD) und der Gestaltung der Arbeitszeit (gleitende Arbeitszeit, Lebensarbeitszeitkonten, § 10 TVöD), solche Vereinbarungen vor.
Weitere typische Dienstvereinbarungen enthalten Regelungen zu folgenden Fragen:
- betriebliche Sozialeinrichtungen (Kantine, Betriebssport o. ä.)
- betriebliche Gesundheitsförderung,
- Umgang mit suchterkrankten Beschäftigten
- betriebliches Eingliederungsmanagement
- Prävention von Mobbing
- Zeiterfassung bei gleitender Arbeitszeit
- Aufstellung von Urlaubsplänen
- Fragen der Beurteilung
- Verfahren bei Stellenausschreibungen oder Verzicht auf Selbige
- betriebliche Weiterbildung
- Inhalt von Personalfragebögen
- Mitarbeiterbeteiligung bei Veränderungsprozessen
- Verwendung und Kostenübernahme bei Dienstkleidung
- Verwendung von Unfalldatenschreibern in Dienstfahrzeugen
- Beschaffung von Arbeitsschutzartikeln wie Bildschirmbrillen
- Verwendung von Internet und E-Mail
- Einführung von Technik zur Überwachung und Kontrolle von Beschäftigten
- Betriebliches Vorschlagswesen

Eine Sonderform stellt die Integrationsvereinbarung vor, an der auch die Schwerbehindertenvertretung zu beteiligen ist.

## Zustandekommen und Form
Dienstvereinbarungen kommen durch übereinstimmende Beschlüsse von Dienststellenleitung und Personalrat zustande. Auf Seiten des Personalrats ist dabei immer ein wirksamer Beschluss des gesamten Gremiums erforderlich. Die Zustimmung etwa nur des Vorsitzenden genügt nicht. Um wirksam zu sein, müssen Dienstvereinbarungen schriftlich niedergelegt und vom Dienststellenleiter und dem/der Personalratsvorsitzenden auf einer Urkunde unterzeichnet werden. Sie sind dienststellenüblich bekanntzumachen (z. B. in amtlichen Bekanntmachungsblättern und im betrieblichen Intranet).

## Stufenvertretung
Schließt eine Stufenvertretung (Hauptpersonalrat, Gesamtpersonalrat) eine Dienstvereinbarung ab, gilt sie auch für die „darunter“ liegenden Einzelpersonalräte, sofern nicht die Möglichkeit zur Abweichung ausdrücklich festgelegt ist (Öffnungsklausel).

## Wirksamkeit
Dienstvereinbarungen erzeugen für die Dienststelle und die betroffenen Beschäftigten unmittelbare und ggf. einklagbare Rechte und Pflichten.

## Beendigung und Nachwirkung
Soweit nichts anderes vereinbart ist, können Dienstvereinbarungen von jeder Vertragsseite mit einer Frist von 3 Monaten gekündigt werden. Anders als bei Betriebsvereinbarungen gelten nach der Rechtsprechung des Bundesverwaltungsgerichts ihre Regelungen danach nicht automatisch weiter, bis sie durch eine entsprechende neue Dienstvereinbarung ersetzt werden. Vielmehr muss eine solche Nachwirkung ausdrücklich festgeschrieben werden. Die Dienstvereinbarung selbst kann auch einen Beendigungszeitpunkt enthalten; insbesondere bei Pilotprojekten ist dies üblich.